# Пятенко, Иван Маркович
Иван Маркович Пятенко (1913—1989) — советский военнослужащий. Участник Великой Отечественной войны. Герой Советского Союза (1944). Сержант.

## Биография
Иван Маркович Пятенко родился 11 января 1913 года (30 декабря 1912 года — по старому стилю) в селе Зачепиловка Кобелякского уезда Полтавской губернии Российской империи (ныне село Новосанжарского района Полтавской области Украины) в крестьянской семье. Украинец. Окончил 4 класса начальной школы в родном селе.
Трудовую деятельность Иван Маркович начал в колхозе, но до войны успел сменить несколько профессий и мест жительства. Работал на шахте и паровозоремонтном заводе в Донбассе. Вернувшись в 1935 году, на Полтавщину, некоторое время трудился слесарем на Полтавском паровозоремонтном заводе, затем перебрался в Новые Санжары. На момент призыва на военную службу работал районной типографии крутильщиком печатной машины.
В ряды Рабоче-крестьянской Красной Армии И. М. Пятенко был призван Новосанжарским районным военкоматом Полтавской области 25 июля 1941 года. С того же дня на фронте. Войну начал рядовым сапёром в 269-м инженерном батальоне, в составе которого прошёл весь свой боевой путь Боевое крещение принял в начале августа 1941 года на Юго-Западном фронте в боях под Кременчугом. Затем участвовал в оборонительных сражениях под Харьковом и Белгородом. С декабря 1941 года Иван Маркович воевал на Брянском фронте, принимал участие в наступательных операциях фронта на орловском направлении, отражал немецкое наступление севернее Воронежа во время Воронежско-Ворошиловградской оборонительной операции. В конце октября 1942 года 269-й отдельный инженерный батальон был передан 5-й танковой армии, в составе которой убыл на Юго-Западный фронт. К этому времени Иван Маркович стал настоящим мастером минной войны. Он с завязанными глазами мог установить или снять мину любого типа, хорошо разбирался в немецких минах-ловушках, прекрасно изучил оставляемые противником «сюрпризы». Неоднократно под огнём противника сапёр производил минирование танкоопасных направлений, чем срывал вражеские атаки. К ноябрю 1942 года опытный боец в звании младшего сержанта уже командовал отделением инженерной роты своего батальона. Его отделение хорошо зарекомендовало себя во время Среднедонской операции, осуществлённой в рамках контрнаступления советских войск под Сталинградом, и в ходе операции «Скачок» Третьей битвы за Харьков. Осуществляя инженерное сопровождение танковых подразделений, отделение Пятенко умелыми действиями не раз способствовало выполнению ими боевых задач. Высокую оценку командования армии бойцы Пятенко получили за боевую работу при закреплении промежуточных позиций на Северском Донце в районе Усть-Быстрый — Краснодонецкая. В период с 29 января по 10 февраля 1943 года части армии вели на этом участке подвижную оборону. Линия фронта постоянно менялась, и сапёрам постоянно приходилось переставлять минные поля. Младший сержант И. М. Пятенко за это время лично установил 80 противотанковых мин, при этом помня местонахождение каждой из них. С началом нового этапа наступления он благополучно снял установленные ранее мины, не потеряв ни одной.
20 апреля 1943 года 5-я танковая армия была расформирована, и на базе её полевого управления была создана 12-я армия. В состав нового формирования в качестве армейского вошёл и 269-й инженерный батальон. До августа 1943 года армия находилась в резерве Юго-Западного фронта, после чего сменила части 8-й гвардейской армии на левом берегу реки Северский Донец северо-западнее Красного Лимана. Младший сержант И. М. Пятенко вновь отличился во время Донбасской операции. Форсировав Северский Донец, части 12-й армии начали наступление общим направлением на Барвенково, но встретили ожесточённое сопротивление противника и вынужденно перешли к обороне на рубеже реки Казённый Торец. Отделение Пятенко 1 сентября 1943 года получило приказ произвести минирование танкоопасного направления в четырёх километрах западнее села Краснополье. Работать сапёрам пришлось под интенсивным пулемётным м миномётным огнём противника. Разрывом вражеской мины Иван Маркович был сильно контужен, но продолжал установку и маскировку противотанковых мин до полного выполнения боевого задания. В первой декаде сентября 1943 года подразделения армии всё же прорвали немецкую оборону. В ходе освобождения Донбасса младший сержант И. М. Пятенко участвовал в боях за города Павлоград и Синельниково. Особо отличился Иван Маркович при форсировании Днепра и в боях за плацдарм на правом берегу реки.
Разгромив противостоявшие ей немецко-фашистские войска, 12-я армия в двадцатых числах сентября 1943 года вышла к Днепру севернее Запорожья. В ночь на 26 сентября 1943 года в составе штурмового отряда младший сержант И. М. Пятенко на подручных средствах в числе первых форсировал Днепр у села Петро-Свистуново. Высадившись на правый берег реки, Иван Маркович проделал проход в проволочных заграждениях противника и вместе с десантниками ворвался в немецкие траншеи. Не выдержав натиска советских солдат, немецкий заградительный отряд обратился в бегство. Преследуя врага, советские бойцы продвинулись вперёд и значительно расширили захваченный в районе высоты 105,4 плацдарм по фронту и в глубину. С утра 26 сентября штурмовой отряд, отразив несколько яростных контратак противника, продвинулся вперёд и улучшил занимаемые позиции, таким образом создав благоприятные условия для работы переправы. 27 сентября, когда противник бросил в бой крупные силы пехоты и танков, Иван Маркович под огнём противника выдвинулся навстречу контратакующим немцам и установил перед фронтом своих подразделений 20 противотанковых мин, тем самым сорвав вражескую контратаку. За образцовое выполнение боевых заданий командования на фронте борьбы с немецкими захватчиками и проявленные при этом отвагу и геройство указом Президиума Верховного Совета СССР от 19 марта 1944 года младшему сержанту Пятенко Ивану Марковичу было присвоено звание Героя Советского Союза.
В октябре 1943 года подразделения 12-й армии были выведены на левый берег Днепра и участвовали в освобождении города Запорожье. В ноябре того же года 12-я армия была расформирована. Зимой — весной 1944 года, сражаясь в составе различных армий 3-го Украинского фронта, Иван Маркович участвовал в ликвидации Никопольского плацдарма противника, освобождал Правобережную Украину (Березнеговато-Снигирёвская и Одесская операции). В августе 1944 года в боях за город Аккерман во время Ясско-Кишинёвской операции он был тяжело ранен и долго лечился в госпиталях. После окончания Великой Отечественной войны сержант И. М. Пятенко был демобилизован. Вернувшись в родные места, Иван Маркович окончил Полтавские межобластные партийные курсы. Жил в посёлке Новые Санжары. Работал начальником производства в промартели «Красный сапожник», затем на местном хлебозаводе. 22 апреля 1989 года Иван Маркович скончался. Похоронен в Новых Санжарах.

## Награды
- Медаль «Золотая Звезда» (19.03.1944);
- орден Ленина (19.03.1944);
- орден Отечественной войны 1-й степени (1.03.1985);
- орден Отечественной войны 2-й степени (15.10.1943);
- медали, в том числе:

две медали «За боевые заслуги» (11.03.1943; 08.10.1943).

## Документы
- Общедоступный электронный банк документов «Подвиг Народа в Великой Отечественной войне 1941—1945 гг.» Дата обращения: 31 августа 2013. Архивировано из оригинала 13 марта 2012 года.

Представление к званию Героя Советского Союза и указ ПВС СССР о присвоении звания.
Орден Отечественной войны 1-й степени (информация из карточки награждённого к 40-летию Победы).
Орден Отечественной войны 2-й степени (наградной лист и приказ о награждении).
Медаль «За боевые заслуги» (наградной лист и приказ о награждении от 11.03.1943).
Медаль «За боевые заслуги» (наградной лист и приказ о награждении от 08.10.1943).